# Àngel Ballabriga i Aguado
Àngel Ballabriga i Aguado (Naval, Osca, 2 d'octubre de 1920 - Barcelona, 22 de maig de 2008) va ser un destacat metge pediatre català d'origen aragonès que va investigar en l'àmbit materno-infantil.
De nen visqué a Saragossa, on hi va perdre el pare molt aviat. Durant la Guerra Civil fou mobilitzat amb la lleva del Biberó i va haver d'interrompre els estudis.
L'any 1943 es va llicenciar en Medicina i Cirurgia a Barcelona. Va ser intern de la càtedra de Patologia Clínica d'Agustí Pedro i Pons. Va decidir dedicar-se a la pediatria i va formar-se en aquesta especialitat a Berna, Basilea, Lausana i Estocolm. Va ser cap del departament de pediatria de l'Hospital Vall d'Hebron de Barcelona, on va dirigir l'Hospital Infantil de 1966 a 1999. També va ser catedràtic de la seva especialitat a la Universitat Autònoma de Barcelona. Va introduir a la nostra medicina els texts en llengua alemanya (Glanzmann). Així mateix fou autor de treballs en gairebé totes les àrees de la seva especialitat: l'acrodínia, les encefalitis infantils i els trastorns electrolítics, entre d'altres.
Va fer notables contribucions a la neonatologia, especialment pel que fa a l'atenció als nadons prematurs, i va dirigir el Centre de Prematurs de la Maternitat de Barcelona des de la seva fundació, l'any 1958 fins al 1965.

## Reconeixements
L'any 1974 va ser elegit membre de la Reial Acadèmia de Medicina de Catalunya. El 1991 va rebre la medalla Narcís Monturiol de la Generalitat de Catalunya. Va rebre sengles doctorats Honoris causa de les universitats de Lisboa (1984) i Valladolid (1993).